# Tokyo Stock Exchange
Tokyo Stock Exchange (japansk: 東京証券取引所, Tōkyō Shōken Torihikijyo) er Japans fondsbørs. Den er beliggende i hovedstaden Tokyo og er verdens femtestørste børs målt efter aggrereret markedskapitalisering af de noterede virksomheder. I alt har Tokyo Stock Exchange 2.414 noterede virksomheder med en samlet markedskapitalisering på 6,15 trillioner dollars (i 2023).
Børsen blev grundlagt i 1878 som Tokyo Kabushiki Torihikijo og blev i 1943 slået sammen med ti mindre børser. Samtidig fik den hele landet som sit handelsområde. Det nuværende navn fik den efter afslutningen af 2. verdenskrig.
I dag drives børsen som et aktieselskab, der ejes af Tokyo Stock Exchange Group. De største aktieindekser er Nikkei 225, TOPIX og J30.